# Bande di Lüders
Le bande di Lüders sono un effetto dell'incrudimento del materiale nella zona di snervamento di un curva di trazione ingegneristica monoassiale. Si presentano come strisce parallele inclinate di 45° sulla superficie del provino.